# Koningin Juliana (schip, 1976)
Het zeegaande visserij-instructievaartuig Koningin Juliana werd in 1976 opgeleverd aan de Koninklijk Onderwijsfonds voor de Scheepvaart. Vele jaren werden leerlingen opgeleid voor de bedrijfstak. Dat daar ook wel eens brokken maken bij kan voorkomen leerden ze toen 27 januari 1983 de sleepboot Gelderland het vaartuig, dat een net in de schroef had gekregen, naar IJmuiden moest slepen.
Hoewel de uitvoering van de werkzaamheden van het KOFS plaatsvond onder toezicht van het ministerie van Onderwijs, Cultuur en Wetenschappen, ontving het KOFS geen financiële steun van dit ministerie. Op basis van historische gronden ontving het KOFS tot en met 2003 een subsidie, maar die financiering is beëindigd per 31 december 2003. Omdat de subsidie het grootste deel van de financiering besloeg betekent deze wijziging van financieringsstructuur eveneens een beleidswijziging die in overleg met bedrijfstak en het ministerie van Verkeer en Waterstaat werd ingezet. De overdracht van alle schepen is gerealiseerd in december 2003.
De 'Koningin Juliana' werd ondergebracht bij de maritieme eenheden van de rijksjeugdinrichting Den Eng in Den Dolder en werd ingezet in educatie en reclasseringsprogramma’s. De laatste jaren voer het schip met moeilijk opvoedbare en ontspoorde jongeren. Justitie vond de kosten van het zeeschip te hoog en te onvoorspelbaar en stopte met het project. Ook met de drie binnenvaartschepen van Den Engh. 13 juni 2007 ging de ‘Koningin Juliana’ voor de kant aan de vaste ligplaats in de binnenhaven bij de Roompotsluis op Neeltje Jans in Zeeland.
Het schip werd verkocht en het is gaan varen onder de vlag van Saint Vincent en de Grenadines. De laatste informatie is, dat het vaart onder Russische vlag met als thuishaven Moermansk. Nog steeds als 'Koningin Juliana'.

## Trivia
- Om het schip zelf te kunnen nabouwen zijn er modelbouwtekeningen van beschikbaar.[5]